# خوسيه غارسيا فيلا
خوسيه غارسيا فيلا هو شاعر فلبيني، وُلد في 5 أغسطس 1908 في مانيلا في الفلبين، وتوفي في 7 فبراير 1997 في نيويورك في الولايات المتحدة.